# Восстание в Чечне (1757—1758)
Поводом для восстания 1757—1758 годов в Чечне стало задержание царскими властями чеченских узденей. Говоря же о причинах восстания, авторы монографии «История Чечни с древнейших времён до наших дней» называют его антиколониальным и антифеодальным.

## Ход восстания
26 марта 1757 года Щедринский атаман захватил знатного чеченца Шамирзу Тамарзоева. 29 марта в редут приехал чеченский уздень Алибек Казбулатов и объявил, что в отместку чеченцы собираются напасть на казачьи городки. Вскоре горцы напали на червлёнский редут, в перестрелке один из нападавших был убит, а 8 человек взяты в плен.
В начале того же года в Кизляре был задержан другой чеченский уздень Шабай Ахлов в наказание за «непослушание чеченцев». В рапорте в Государственную коллегию, направленном кизлярским комендантом генерал-майором фон Фрауендорфом, отмечалось, что русские офицеры считают необходимым «его, Шабая, содержать под караулом, дабы через него возможно было трёх чеченских узденских детей Аджиханова, Чепалова и Арабова в аманаты получить, почему и чеченцев содержать себя могут спокойнее». В адрес кизлярского коменданта стали поступать возмущённые письма от чеченских узденей с требованиями освободить задержанного и угрозами применения насилия в противном случае. 
Брат Шабая Бекей открыто угрожал полным разрывом отношений с русскими властями. Он писал в Кизляр генералу Эльмурзе Черкасскому: «... ежели Чабай... умрёт, но небезызвестно и Вам, что Чеченское жилище... государыне подвластно не будет».
В ноябре 1757 года произошёл ряд нападений чеченцев на казачьи городки, в ходе которых были разрушены некоторые жилища и укрепления. Для подавления восстания в Чечню был направлен карательный корпус во главе с генералом фон Фрауендорфом. В помощь корпусу были выделены калмыцкие войска. Помогать корпусу вызвались также кабардинцы, которые «по причиняемым им от чеченцев обидам о том просят и охоту имеют». В дополнение к перечисленным, в походе приняли участие гребенские (200 человек) и терские казаки, армянский и грузинский эскадроны, кизлярская нерегулярная команда князя Черкасского и 500 человек пехоты с пушками. Отдельные чеченские старшины оказывали содействием русским войскам в ходе этой экспедиции.
Точная численность российских войск и их союзников неизвестна. Согласно сведениям российской стороны, численность восставших равнинных чеченцев составляла около двух тысяч человек. В ответ на призыв восставших, к ним стали стягиваться сочувствующие представители соседних народов со всего региона. Так, из Дагестана на помощь к ним пришли аварцы, андийцы, аксайские и эндирейские кумыки. Основную массу восставших составляли батраки и бедняки, но были также и видные владельцы и уздени, боявшиеся потерять свою независимость и привилегированное положение.
Экспедиция продолжалась несколько месяцев, но первое и единственное в ходе этой кампании крупное столкновение произошло лишь 24 апреля 1758 года. Русские войска овладели Ханкалинским ущельем, вышли на Чеченскую равнину и овладели деревней Новые Чечни. Женщины и дети ушли в горы, мужчины остались защищать село. По русским источникам, в бою погибло около 120 горцев, потери же русской стороны составили 2 человека. Ещё несколько человек скончались от ран в течение месяца.
25 мая 1758 года калмыцкие отряды Еренбиева и Яндыкова близ села Новые Чечни потоптали и сожгли поле озимой пшеницы.
2 июня 1758 года русские войска вернулись в Кизляр. Генерал Фрауендорф писал в Петербург, что горцы «в покорение не пришли».
Но и чеченцы не одержали победы и не извлекли никакой выгоды из провала экспедиции Фрауендорфа. В качестве причин неудач горцев исследователи называют отсутствие авторитетного руководителя, программы действий и достаточных сил для противостояния русской военной машине.